# Хансен, Стив
Сэр Стивен Уильям «Стив» Хансен KNZM (англ. Stephen William Hansen, родился 7 мая 1959 года в Данидине) — новозеландский регбист и регбийный тренер, известный по работе со сборной Новой Зеландии («Олл Блэкс») с 2004 по 2011 годы как помощник главного тренера и с 2012 по 2019 годы как главный тренер. Привёл национальную сборную Новой Зеландии в 2015 году к третьей в истории победе на Кубке мира по регби в Англии. Верховный вождь Вайала. С 2020 года — директор японского клуба «Тойота Верблиц».

## Игровая карьера
Родился в Мосгиле, пригороде Данидина. Родители — Десмонд и Лорисс Хансены, фермеры из долины Тайери. Учился в начальной школе в Аутрэме, затем в средней школе Тайери и Крайстчёрчской школе для мальчиков. Выступал в регби на позиции центра, сыграл 21 матч за сборную провинции Кентербери. По профессии — полицейский.

## Тренерская карьера

### Кентербери и Крусейдерс
Стив Хансен начинал работу с командой Кентербери, которую возглавлял в 1996—2001 годах, выиграв с ней чемпионат Новой Зеландии в 1997 и 2001 годах. В 1999—2001 годах Хансен — помощник главного тренера клуба «Крусейдерс» (сначала Уэйна Смита, а потом Робби Динса).

### Уэльс
За 13 лет в сборной Уэльса сменилось девять тренеров, причём девятым в 2002 году стал Стив Хансен. Изначально он должен был стать помощником именитого Грэма Генри, однако Генри неожиданно ушёл в отставку после первого же матча Кубка шести наций 2002 года, и в итоге Хансену доверили пост главного тренера. Первый же матч против Франции завершился поражением валлийцев со счётом 33:37 в пользу французов, несмотря на упорное сопротивление валлийцев. В последующих матчах сценарий повторялся из матча в матч, и точкой падения валлийцев стало полное поражение по всем статьям на Кубке шести наций 2003 года, когда Уэльс проиграл все пять матчей (в том числе Италии со счётом 22:30) и в итоге потерпел 11 поражений подряд, проиграв даже второй сборной Англии в Кардиффе (9:43). Хансен полагал, что команда физически не была готова, а регбийная культура в стране не развивалась из-за вечных разборок внутри Валлийского регбийного союза. Чтобы сборная окончательно не посыпалась, ему пришлось предпринять авторитарный подход и надавить на ветеранов сборной, которые думали больше о личных успехах и амбициях, а не о команде. Также в Уэльсе началась пора сокращения числа профессиональных клубов.
Перед поездкой на чемпионат мира Хансен оказался на грани отставки: 27 августа 2003 года сборная Уэльса проводила матч без него и наконец-то прервала чёрную серию, обыграв румын. А последний контрольный матч перед чемпионатом состоялся 30 августа 2003 года против Шотландии, и исполнительный директор Дэйв Моффетт предупредил Хансена: любой результат, кроме победы Уэльса, автоматически приведёт к отставке тренера. Хансен решил не вызывать опытных нападающих и выпустил другой состав, и в итоге шотландцев удалось победить 23:9: отличились Майкл Оуэн, положивший попытку, и Йестин Харрис, забивший все реализации и штрафные. Хансен помог команде набрать нужную форму, что вылилось в выход в четвертьфинал и два упорных матча, в которых Уэльс, ведя в счёте, всё же проиграл, рухнув психологически — на групповом этапе было поражение от новозеландцев при счёте 37:31 в пользу «драконов» за 15 минут до конца матча и поражение от Англии в четвертьфинале при том, что валлийцы вели к перерыву.
Летом 2004 года Хансен объявил об уходе из сборной, доверив валлийскую команду Майку Раддоку. Из своих валлийских подопечных Хансен называет лучшим Гарета «Алфи» Томаса.

### «Олл Блэкс»

#### От преемника Грэма до победы на Кубке мира 2015
В 2004 году Хансен воссоединился с бывшим наставником Грэмом Генри, пополнив тренерский штаб новозеландской сборной в качестве ассистента тренера. Кандидатура Хансена была одной из основных при выборе главного тренера «Крусейдерс» в сезоне Супер 14 2009 года. Тем не менее, должность получил бывший игрок «Олл Блэкс» Тодд Блэкэддер. В 2007 году команда Новой Зеландии выбыла в четвертьфинале Кубка мира по регби, проиграв французам (номинальным хозяевам турнира) со счётом 18:20, что Хансен называет историческим поворотом в своей карьере: несмотря на его мнение об «Олл Блэкс» как о лучшей команде того турнира, игроки в четвертьфинале не понимали, что происходит на поле, что привело к разладу всей командной игры. Ещё до начала турнира, в январе 2007 года после долгой борьбы против рака скончалась мать Хансена Лорисс, которая взяла с сына слово добиться ещё одной победы на Кубке мира с новозеландцами (они выиграли на тот момент только самый первый розыгрыш в 1987 году).
На победном для новозеландцев домашнем Кубке мира 2011 года Хансен был помощником Генри, а позже он фигурировал среди кандидатур на должность преемника Генри, став официально тренером «Олл Блэкс» 15 декабря 2011 года. Его тренерский дебют состоялся в серии матчей против Ирландии: «Олл Блэкс» победили во всех трёх матчах, вынеся в третьей встрече ирландцев со счётом 60:0. 25 августа 2012 года в ходе Чемпионата регби Хансен с командой выиграл в 10-й раз подряд Кубок Бледислоу и выиграл весь турнир, получив по итогам года приз лучшего регбийного тренера года от World Rugby. Проиграл он только один раз, 1 декабря 2012 года англичанам 21:38. В рамках празднования Дня рождения Елизаветы II и 50-летия её правления Хансен был награждён новозеландским Орденом Заслуг в звании компаньона «за заслуги перед регби». В 2013 году «Олл Блэкс» завершили год без поражений, выиграв все 14 встреч и завоевав титул победителей Чемпионата регби и Кубок Бледислоу, а Хансен во второй раз подряд стал лучшим года впервые в эпоху профессионального регби. Год был завершён победой над ирландцами 24:22.
В 2014 году, обыграв англичан в их турне, новозеландцы впервые потерпели поражение в матче Чемпионата регби: 4 октября в Йоханнесбурге они проиграли ЮАР 25:27, перед этим сыграв вничью с австралийцами 12:12, но сумели удержать титул чемпионов. 1 ноября того же года впервые в эпоху профессионального регби «Олл Блэкс» нанесли визит в США, сыграв в Чикаго против американцев и победив их 74:6 (последний раз новозеландцы были ещё в 1980 году). В европейском турне команда Хансена выиграла ещё три матча, чем позволила Хансену получить в третий раз подряд титул тренера года по версии World Rugby. В 2015 году «Олл Блэкс», начав год с тест-матча против Самоа и победы 25:16, умудрились проиграть Чемпионат регби впервые за последние три года: обыграв Аргентину 39:18 и ЮАР 27:20, они уступили австралийцам 19:27, проиграв им впервые с 2011 года. Зато на Кубке мира в Англии, несмотря на местами неубедительную по новозеландским меркам игру на групповом этапе, команда Хансена выиграла все матчи на турнире, победив в группе Аргентину (26:16), Намибию (58:14), Грузию (43:10) и Тонга (47:9); в четвертьфинале была пройдена Франция (62:13), в полуфинале — ЮАР (20:18), а в финале — Австралия (34:17). Новозеландцы впервые выиграли чемпионат мира не на своей земле; стали первыми в истории, кто защитил титул чемпионов мира; после австралийцев стали второй командой, выигравшей чемпионат мира на Британских островах. Хансен после финала сказал, что ничего другого и не ждал от своей сборной.

#### Работа до Кубка мира 2019 года
В 2016 году Хансен вызвал семь новичков перед трёхматчевой домашней серии игр против Уэльса, поскольку из сборной ушли сразу пять человек — Дэн Картер, Ричи Маккоу, Кевин Меаламу, Ма’а Нону и Конрад Смит. Их заменили Сэм Кейн, Аарон Круден, Райан Кротти и Малакай Фекитоа, которые с 2012 года выступали в сборной и провели суммарно 96 встреч. В первом тест-матче Уэльс вёл 18:15 к перерыву, однако «Олл Блэкс» за 5 минут набрали 15 очков и вышли вперёд 32:21, а на 80-й минуте закрепили успешной реализацией победу 39:21. Во втором матче к перерыву была ничья 10:10, но за 15 минут новозеландцы положили 4 попытки и трижды провели реализацию, оторвавшись на 26 очков. В конце матча Уэльс занёс две попытки, но не ушёл от поражения со счётом 22:36. В третьем тест-матче Новая Зеландия выиграла вчистую 46:6, а в центре поля создалась связка Боден Барретт — Райан Кротти — Джордж Моала. Среди дебютантов в той серии выделялись Элиот Диксон и Лиам Скуайр. 25 июля 2016 года Хансен продлил со сборной контракт до конца следующего чемпионата мира в Японии.
Чемпионат регби 2016 принёс сборной Новой Зеландии 4-й за последние 5 лет титул, а «Олл Блэкс» ещё и впервые в истории выиграли титул по истечении 4 раундов. Они победили во всех шести встречах, обыграв Австралию 42:28 и 29:9, Аргентину 57:22 и 36:17 и ЮАР 41:13 и 57:15. Более того, в следующем розыгрыше Кубка Бледислоу на «Иден Парк» новозеландцы, победив Австралию 37:10, установили рекордную среди сборных 1-го яруса победную серию из 18 матчей, однако затем сенсационно впервые в истории были повержены Ирландией в Чикаго со счётом 29:40. Позже Хансен, перетряся состав и сделав более 12 замен в заявке, выдал серию из трёх побед, в которой были побеждены Италия (68:10), Ирландия в Дублине (21:9) и Франция в Париже (24:19). Через год Хансену предстояла серия матчей против «Британских и ирландских львов» — первая для него как главного тренера и вторая для него как члена тренерского штаба (в 2005 году он был помощником Грэма Генри). Перед началом серии в Окленде «Олл Блэкс» размялись на самоанцах, вынеся их 78:0. В Новой Зеландии ожидали уверенную победу от новозеландцев во всех трёх матчах: уже в первой встрече новозеландцы победили 30:15. Однако во втором матче новозеландцы проиграли 21:24, потерпев впервые с 2009 года домашнее поражение — уже на 24-й минуте Сонни Билл Уильямс был удалён с поля за захват Энтони Уотсона в прыжке, а «Олл Блэкс» не занесли ни одной попытки, чего не случалось дома с 2002 года. Третий матч завершился со счётом 15:15 и ознаменовался скандалом: француз Ромен Пуат на последних минутах не решился назначать штрафной в пользу новозеландцев, связанный с офсайдом у валлийца Кена Оуэнса, назначив вместо этого схватку. Впервые в истории не только отдельный матч, но и серия матчей новозеландцев против «Львов» завершилась вничью (в прежних матчах всегда выявлялся победитель).
Старт Чемпионата регби 2017 года ознаменовался трудной победой над Австралией в Сиднее: ведя со счётом 54:6, новозеландцы «прозевали» четыре попытки «уоллабис» (итоговый счёт 54:34). Во втором матче новозеландцы, проигрывая Австралии 0:17, нашли в себе силы отыграться к 78-й минуте, когда австралийцы вели 29:28, и победили 35:29. В третьем матче новозеландцы против Аргентины кардинально изменили состав, однако к перерыву проигрывали и снова с большим трудом отстояли победу 39:22. В четвёртом матче Хансен вернул ключевых игроков, и дома новозеландцы вынесли ЮАР 57:0, нанеся крупнейшее поражение ЮАР и досрочно выиграв чемпионат. В оставшихся двух матчах в гостях против Аргентины и ЮАР новозеландцы также одержали победы. В конце года в очередном розыгрыше Кубка Бледислоу впервые с 2015 года новозеландцы проиграли Австралии (поражение 18:23). 4 ноября экспериментальный состав команды Хансена взял верх над звёздным клубом «Барбарианс» на «Туикенеме» со счётом 31:22; также Хансен победил первую сборную Франции 38:18 и вторую сборную Франции 28:23. 18 ноября в игре в Эдинбурге против Шотландии у новозеландцев возникли серьёзные проблемы — к перерыву счёт был 3:3. При счёте 17:17 только попытка Бодена Барретта помогла новозеландцам победить. Последний матч года завершился победой над Уэльсом 33:18 в Кардиффе. В 2018 году новозеландцы впервые с 2013 года принимали на своей земле Францию в серии тест-матчей, при этом вызвав в сборную множество дебютантов и не позвав капитана Кирана Рида. Тем не менее, все три матча команда Хансена выиграла, завоевав в пятый раз подряд Трофей Дэйва Галлахера. В первом матче в Окленде была победа 52:11, во втором матче в Веллингтоне — победа 26:13 (на 10-й минуте у французов удалили игрока за грубую игру против Бенджамина Фолла), а в третьем матче в Данедине новозеландцы, выпустив резервный состав, победили 49:14. Чемпионат регби 2018 также закончился победой новозеландцев, шестой за последние годы — единственное поражение новозеландцы потерпели от ЮАР со счётом 34:36 в 4-м туре, причём южноафриканцы впервые с 2009 года взяли верх над Новой Зеландией (32:29); в Кубке Бледислоу новозеландцы снова победили Австралию 37:20. В конце года новозеландцы совершили турне по Северному полушарию, обыграв Японию 69:31 и Англию 16:15. В Дублине их поджидала сенсационная неудача: ирландцы впервые в истории обыграли дома новозеландцев со счётом 16:9. В последнем матче года «Олл Блэкс» обыграли Италию 66:3.
2019 год принёс сборной Хансена серию разочарований: впервые с начала розыгрыша Чемпионата регби при четырёх участниках «Олл Блэкс» откатились на 3-е место (последний раз они оказывались 3-ми на Кубке трёх наций 2004), впервые сыграли вничью против ЮАР и потерпели разгромное поражение от Австралии 26:47, хотя и взяли реванш в ответном матче 36:0. На чемпионате мира в Японии новозеландцы выиграли группу, обыграв, по иронии судьбы, будущих чемпионов из ЮАР, однако в полуфинале проиграли англичанам 7:19, а в матче за 3-е место взяли верх над Уэльсом (40:17). По словам Хансена, сборная провела плохо за весь турнир только один матч, но он пришёлся именно на полуфинал. После Кубка мира он ушёл в отставку; в канун Нового 2020 года был посвящён в рыцари и награждён Орденом Заслуг. С 2020 года занимает должность директора регбийного клуба «Тойота Верблиц» из японской Топ-Лиги.